# 合和藝苑
合和藝苑，是1993年成立的南管音樂演藝團體，是臺灣現存較為活躍的南管社團之一。

## 歷史
合和藝苑由南管音樂家林吳素霞於1993年在臺中沙鹿成立，1999年在臺中大甲中正堂首次對外正式演出，2014年參與彰化縣政府主辦之「彰化傳統音樂戲曲節暨海峽兩岸民間藝術節」2018年參與國立傳統藝術中心首屆臺灣戲曲藝術節演出，臺中市政府在2019年10月7日正式公告「合和藝苑」為臺中市傳統表演藝術「南管音樂」保存團體。2020年參與國立傳統藝術中心「南北清客會芳賢－109年孟府郎君祭典暨南管藝術交流活動」，2022年參與台中市文化資產處「2022台中傳統藝術巡演活動」。

## 理念
合和藝苑以倡導南管古樂和七子戲（小梨園）為宗旨，以合和藝苑為名是希望來自各方的人可以同心合作，達到人合、心合、樂合的境界。，長期參與南管各項演出，逐年辦理南管春、秋二祭，與各館閣互動交流頻繁。